# Raúl Baena
José Raúl Baena Urdiales (Torrox, 2 marzo 1989) è un calciatore spagnolo, centrocampista svincolato.

## Carriera

### Club
Dopo aver iniziato la sua carriera calcistica a livello locale nel Málaga Club de Fútbol passando poi nel settore giovanile del Barcellona, Baena passò all'Espanyol nel 2007, a 18 anni. Ha fatto il suo debutto con la prima squadra il 4 ottobre 2009, in una partita contro il Villarreal CF, giocando la seconda metà di gioco.
Baena divenne ben presto parte integrante della prima squadra, alternando partite da titolare a match iniziati dalla panchina. Nella sua stagione d'esordio, il 12 dicembre 2009 causò il calcio di rigore, poi trasformato da Zlatan Ibrahimović, che permise al Barcellona di vincere il derby della Catalogna.
Il 17 giugno 2013 l'Espanyol ufficializza che il contratto del giocatore in scadenza non verrà rinnovato.
Il successivo 27 giugno viene ingaggiato dal Rayo Vallecano, firmando un contratto biennale.